# Eugen Franjković
Eugen Franjković (Čakovec, 6. svibnja 1924. – 13. lipnja 2016.) bio je hrvatski kazališni, televizijski i filmski glumac.

## Filmografija

### Televizijske uloge
- "Sumorna jesen" (1969.)
- "Mejaši" kao Martin Škvorc (1970.)
- "U registraturi" (1974.)
- "Čovik i po" kao načelnik (1974.)
- "Gruntovčani" kao Martin Škvorc (1975.)
- "Nikola Tesla" kao profesor na sveučilištu u Pragu (1977.)
- "Nepokoreni grad" kao ustaša (1982.)
- "Neuništivi" kao Martin (1990.)
- "Dirigenti i mužikaši" (1991.)
- "Odmori se, zaslužio si" kao deda (2010.)
- "Stipe u gostima" kao prodavač (2010.)

### Filmske uloge
- "Tri slučaja: Slučajno" (1962.)
- "Sve same varalice" (1964.)
- "Glasam za magarca" (1969.)
- "Kolinje" (1970.)

## Vanjske poveznice
- Eugen Franjković u internetskoj bazi filmova IMDb-u (engl.)